# 傑瑟普 (愛荷華州)
傑瑟普（英語：Jesup）是一個位於美國愛荷華州布坎南縣和布萊克霍克縣的城市。

## 地理
傑瑟普的座標為42°28′33″N 92°03′46″W / 42.47583°N 92.06278°W，而該地的平均海拔高度為300米（即984英尺）。

## 人口
根據2010年美國人口普查的數據，傑瑟普的面積為4.61平方千米，均為陸地。當地共有人口2520人，而人口密度為每平方千米546人。